# Pojačala Fender
Pojačala Fender imaju dugu i nadasve respektabilnu povijest. Leo Fender je počeo izgradnju pojačala za gitare prije nego što je počeo s proizvodnjom modela  gitare. Prvi izvorni modeli pojačala bila su tipična cijevna pojačala, poznatija kao K & F modeli. Proizvedeni su između 1945. i 1946. godine. Nešto naprednije solid-state electronics modele, poznatije kao i SSD modeli, tvrtka je proizvela tek kasnih '60-tih godina.

## Stilovi pojačala Fender

### K & F
K & F (Kaufman i Fender) su prvi modeli gitarskih pojačala koja su Leo Fender i Doc Kauffman u zajdničkoj suradnji proizvodnog pogona K & F napravili. S time da su završni radovi, i sami finiš modela pripali i odrađeni u obitelji Kaufman. Pojačala su izrađena većinom u sivoj boji, u tri veličine zvučnika: 1x8", 1x10" i 1x15". Ovi modeli pojačala danas su rijetko viđeni, i smatra se da ih još postoji samo nekolicina primjeraka.

### Woodie
Woodie modele pojačala tvornica Fender je proizvela između 1946. i 1947. godine.

### Tweed
Specijalnu Tvid tkaninu Fender je prvi puta za prednjicu zaštitne maske kao novinu primijenio 1948. godine na modelu pojačala Champion 800., poznatijem kao zeleni tvid. Takav način izvedbe zaštite drvenih ploha kutije pojačala, i zaštitne maske, primjenjivao se sve do 1960. godine. Inače, primjena tvid tkanine na pojačalima održala se do 1964. godine, i to samo na modelu Champion 800. Do 1950. godine po standardu korišten je tvid izrađen u bijeloj boji, a od tada ga nalazimo i u dvobojnim linijama. 
Promjenom pristupa u samoj idejnoj izvedbi pojačala, Fender će polako potiskivati tvid, i počet će s primjenom nove, bolje prilagodljivije Toleks.

### Blonde
Blonde modele pojačala Fender je proizveo između 1960. i 1964. godine. Ovaj novi, stilirizirani model pojačala, u sebi obuhvaća veliku obitelj iznjedrenih novih stilova, odnosno modela:  Tremolux, Bassman, Showman, i Bandmaster, kao i nekoliko kombo pojačala, uključujući i modele Twin pojačala. Ovi Fenderovi modeli (osim nekoliko eksperimentalnih boja za Fender Tweed pojačala) presvučeni su Tolex tkaninom, u dvjema bojama. Osnovnoj tamno plavoj, i nešto malo Bassman modela pojačala u smeđoj boji. 

### Brownface
Iako je ovaj model Fender konstruirao 1959. godine, procvat njegove proizvodnje bio je 1963. godine.
Ovaj period je ujedno i puni zamah primjene Tolex tkanine (svijetle oker nijanse za masku prednjice zvučnika), do tamnijih nijansi za presvlačenje ploha same kutije pojačala. Za primijetiti su i značajne inovacije u dizajnu i konstrukcijskoj izvedbi pojačala. Tako primijetimo da se funkcija glavnog volume pota, sada replicirala na bass-treble-volume dodavajući mu vrijednosti okretajem slijeva na desno. Tu novu funkciju prepoznajemo i danas na pojačalima u potu treble-bas. Također, za pohvaliti je i uspješno otklanjanje kroničnog problema grijanja lampi, kao i napredak u izvedbi modula vibrata na modelima pojačala. Općenito, pred ostalim modelima osjetno prednjači tradicionalni Twin model, a zatim od 1960. godine izdvajaju se Vibrasonic i 1961. Showman modeli pojačala. Iste, 1961. godine, po prvi puta u konstrukciju elektronike pojačala uočena je novina reverb, kojom je omogućena šira primjena lepeza efekta zvuka. Ova novina već je 1963. godine primijenjena i na kombo modelima pojačala npr., Vibroverb modelu. Zapaženo je da je 1960. godine samo 6. modela pojačala predstavilo svoj novi dizajn. To su bili modeli: Bandmaster, Concert, Pro, Super, Vibrasonic i Twin (koji se od svibnja predstavio kao Blonde Twin). Njih ističe presvučenost Tolex tkaninom, i smatrani su daleko naprednijim od recimo: Harvard, Champ, Princeton, Vibrolux i Deluxe modela, koji su zadržali tradiciju iz '60-te, i presvlačenja u Tvid tkaninu. Dalje novine primjećujemo i u završnom finišu kabineta pojačala, gdje su prije oštri rubovi sada blago zaobljeni. 

### Blackface
Modelima pojačala Blackface Fender dominira crna boja, i bili su proizvedeni od 1964. – 1967. godine. Kao prepoznatljivi detalj prvih modela pojačala (npr., Princeton) bila je bijela boja ručica za nošenje pojačala, koja je nekon kratkog perioda opet vraćena u standardnu crnu. Općenito Blackface kozmetička improviziranja prestala su krajem 1967. godine, (s kratkim povratkom 1981. godine, i prekida proizvodnje sljedeće godine). Iako je tvrtku Fender 1965. godine pruzela kompanija CBS, modeli pojačala Blackface zadržali su svoj prije CBS ere prepoznatljivi estetski izgled i boju, sve do 1967. godine kad je prekinuta proizvodnja. Nakon ponovnog vraćanja proizvodnog pogona preuzeti naziv tvrtke "Fender Electric Instrument Co", promijenit će se u "Fender Musical Instruments", a Leo Fender će i dalje nastaviti raditi na otklanjanju oučenih nedostatka na modelima pojačala. Tako se zna da je: od kraja 1967. do sredine 1968. godine osim na estetskim doradama modela, radio i na otklanjanu problema oscilacije boje i jačine tona na reverb modulima Twin i Super modela pojačala. Uz te promjene istovremeno su se radila poboljšanja na nacrtu el. strujnog kola lampi, dodavanju novih funkcija glavi pojačala. U toj grupi nalaze se ovi modeli kombo (combo) pojačala: 1964. – 1965. godine Deluxe, Pro, Concert, Super i Twin, a do 1966. godine Princeton i Vibrolux modeli.

#### Blackface - nadogradnja
Po uzoru uspješnog redizajna novog Silverface modela, Fenderovi dizajneri su pristupili provođenju iste ideje i na Blackface modele. Prateći pozitivna događanja i novine na modelima drugih firmi: Mesa/Boogie i u Marshallu utvrdili su da značajke na njihovim kao: tremolo i pročišćen (cleanish) zvuk pojačala više ne zadovoljavaju sve zahtijevnije potrebe glazbenika za drugim, i drugačijim zvukom. Taj zahtijevni posao kozmetičkog poboljšanja Blackface modela, i vraćanja Fendera u trku s konkerencijom pripao je sredinom 1970. godine dizajneru Ed Jahnsu. Prvi izrađeni modeli pojačala bili su zapravo mješavina dizajna Blackface i Silverface modela, koju je predstavljala nova linija Super Twin i Super Twin Reverb pojačala, snage 185W. Najznačajnija novina bila je dodatak pota za aktivnu kontrolu tona na upravljačkoj ploči, i modul za distorziju zvuka. Takva praksa primjene dizajna trajala je sve do početka 1980. godine kad se pristupilo dizajniranju nove Serije II. modela pojačala.

### Silverface
Modeli Fender Silverface pojačala proizvodili su se od 1967. – 1981. godine, a zbog brušene aluminijske kontrolne ploče na glavi pojačala često su još nazivana i Chromeface pojačala. Sličnost izvedbe vidi se u modelu elektronike za pojačala naziva AB763 iz 1960-te godine. Općenito, svi modeli imali su oznake na kontrolnoj tabli i prednjici pojačala u plavoj boji, osim Bronco modela koji je oznake imao u crvenoj boji. Modeli proizvedeni od 1967. – 1969. godine imali su prepoznatljiv "tailed" Fender logo na kabinetu, i aluminijski ram koji je držao zaštitnu mrežu prednjice pojačala. Iako je većina modela zadržala svoj izgled, prve estetske promjene vide se već na nekim prijelaznim modelima. Da bi 1973. godine korporacija CBS na novim modelima primijenila elektroniku za pojačala naziva AC568, i promijenila oblik Fender tailed loga u tailless oblik na kabinetima pojačala. Također, na razini države donijeta je uredba kojom se stavljanjem oznake "Made in the USA" na tijelo pojačala osigurala: autorska zaštita, potvrdila vjerodostojnost kvalitete, i najvažnije SAD se jasno naznačila kao država podrijetla proizvoda. Fender je od prekida proizvodnje Silverface modela '81. tek 1996. godine odlučio krenuti s ograničenim reizdanjem pojačala po uzoru na model Twin Reverb iz '70-ih godina.

### Solid-state
Zbog zastarjelog dizajna i stalnih problema s elektronikom pojačala, a i same težnje ka primjeni novih ideja Fender je 1966. godine predstvio tri nova modela tranzistorskih pojačala. To su bili modeli: Showman, Bassman i Twin Reverb. Iduće godine predstavljeni su i drugi tranzistorski modeli pojačala: Pro Reverb, Super Reverb, Vibrolux Reverb i Deluxe Reverb. Među istaknutim dizajnerima ističu se: Sawa Jacobson,  Robert "Bob" Rissi i Paul Spranger kojemu je kao patent priznato idejno rješenje poboljšanja hlađenja pojačala i rješenje sveukupnog poboljšanja estetskog izgleda modela pojačala. 
Tako da 1969. godine imamo čak jednu cijelu proizvodnu seriju Zodiac i Super Showman tranzistorskih pojačala. Na drugoj proizvodnoj seriji za pomoć angažiran je bio i legendarni Seth Lover, dizajner PAF magneta  Arhivirana inačica izvorne stranice od 24. listopada 2011. (Wayback Machine) za modele Gibson gitare, i Richard Evans Chauncey bivši uposlenik tvrtke Gibson. Obojica su radili na poboljšanju rada predpojačala glave i na određivanju snage napajanja zvučnih kabineta pojačala. Zodiac serija sastojala se od: Capricom, Scorpion, Taurus i libra modela pojačala. Fender je u ranoj fazi proizvodnje tranzistorskih pojačala uložio velika sredstva u marketinšku potporu, koju je i imao, ali da bi na kraju ipak sve loše završilo. Razlog je bio taj što su mnogi ključni rukovoditelji u Fenderu nezadovoljni svojim statusom naprasno dali ostavke, i što su kontrole kvalitete proizvoda od strane državnih institucija proizvodima davali loše ocjene. I kad se na to nadoveže nedostatak stručne i temeljne izobrazbe o snazi tranzistora, te ponekad neozbiljnost pristupu poslu samih zaposlenika, kaskadni učinak svega toga stvorio je lošu reputaciju o cijelom proizvodu. Što je u konačnici 1971. godine rezultiralo prekidom proizvodnje. S ovim iskustvom Fender je zatvorio stranicu proizvodnje tranzistorskih pojačala sljedećih deset godina.

### Serija II.
Ova serija se proizvodila od 1982. – 1986. godine, i bila je posljednja serija Fenderovih modela pojačala iz proizvodnog pogona u Fullertonu. Modeli Twin Reverb II, Deluxe Reverb II, kao i svi ostali modeli iz serije, bili su sveukupni Fenderov odgovor sve popularnijim Mesa Boogie modelima pojačala. Svi poslovi organizacije i vođenja smjernica dizajna, kao i određivanja temeljnih karakteristika modela pojačala pripadaju tadašnjem direktoru marketinga prodaje Paulu Riveri. Tako da je ova serija modela poznata i kao serija Fenderovih pojačala iz Riverovog vremena. 

### Red Knob
Modeli Red Knob proizvodili su se od 1986. – 1993. godine, i jedni su od prvih modela pojačala koja su proizvodena u novoformiranom Fenderovom (Fender Musical Instrument Corporation) pogonu. Osnovna karakteristika ovih modela je: dodatk high-gain kanala koji je omogućio svojstven i prpoznatljiv ton, i uočljivi svijetleći potovi crvene boje na upravljačkoj ploči pojačala. Stvarni je dojam da podsjećaju na starije Blackface modele iz ranih '70-ih godina s bijelim, odnosno nešto kasnije iste godine s crnim potovima na upravljačkoj ploči. 

### White
Model Bijelo pojačalo (engl. White amp) je pojačalo koje je Fender proizveo kad je za menadžera proizvodnje imenovan dugogodišnji Leov suradnik Forrest White. Prvi model ovog pojačala po knjizi Fender Inside Story (autor Forrest White) prodan je u paketu s Fender White Steel gitarom 13. rujna 1955. godine. U kratkom periodu proizvodnje (godinu dana) prodano je oko 1500 primjeraka pojačala. Model White pojačalo unatoč nazivu nije bio potpuno bijele boje. Naime, presvučen je u plavo - sivu Tvid tkaninu, s tamno plavom tkaninom na prednjici zvučnika i plavom ručkom za nošenje. Po estetskom dizajnu je gotovo identičan Princeton modelu. 

## Najpopularniji modeli
- Princeton
- Bronco
- Blues Junior
- Champ
- Bassman
- Bandmaster
- Deluxe Reverb
- Harvard
- Hot Rod Deluxe
- Vibroverb
- Super Reverb
- Pro Junior
- Pro Reverb
- Hot Rod DeVille
- Showman
- Twin Reverb
- Tremolux
- Vibrosonic

## Vanjske poveznice
- Službeni portal Fendera
- Pojačala Fender Serije II.
- Modeli Fender Silverface   Arhivirana inačica izvorne stranice od 16. listopada 2011. (Wayback Machine)
- MOdeli Fender Solid state